# Jean-François Martial
Jean-François Martial (12 de setembre de 1891 – 18 d'octubre de 1977) va ser un actor belga que va aparèixer en pel·lícules majoritàriament franceses a partir de l'era del cinema mut de principis dels anys 1910 fins a la seva jubilació a principis dels anys seixanta.
Nascut Martial Joseph Ghislain Fosseprez a Walcourt, la primera aparició coneguda de la pel·lícula de Martial com a actor va ser a Coeur de mère de dirigida per Léonce Perret el 1911. Això va ser seguit per un paper a la sèrie de pel·lícules de drama criminal dirigida per Louis Feuillade Fantômas de 1913.El seu darrer paper cinematogràfic seria a la pel·lícula de 1964 dirigida per René Allio La Vieille Dame indigne.

## Filmografia
- 1911 : Cœur de mère de Léonce Perret
- 1914 : L'Enfant de la roulotte de Louis Feuillade
- 1914 : La Fille de Delft ou la Tulipe d'or de Alfred Machin
- 1914 : Le Faux Magistrat de Louis Feuillade
- 1916 : Français !... N'oubliez jamais ! de Robert Boudrioz i Roger Lion
- 1916 : Les Vampires (10è episodi : Les Noces sanglantes) de Louis Feuillade
- 1918 : Le Jardin du pirate de Guy du Fresnay
- 1919 : L'Impasse Messidor de Camille de Morlhon
- 1920 : L'Épave de Lucien Lehmann
- 1920 : Tristan et Yseult de Maurice Mariaud
- 1921 : Un aventurier de Charles Maudru
- 1923 : L'Affaire du courrier de Lyon de Léon Poirier
- 1923 : Le Mariage de minuit d'Armand Du Plessy
- 1924 : Terreur de Edward José
- 1924 : La Voyante de Leon Abrams
- 1924 : L'Aventurier de Maurice Mariaud i Jean Osmont
- 1924 : Balancez vos dames de Madame Kaesmacker
- 1924 : Le Diable dans la boîte de Germaine Dulac
- 1924 : La Goutte de sang de Maurice Mariaud i Jean Epstein
- 1924 : Sans famille de Georges Monca i Maurice Kéroul
- 1925 : Les Dévoyés de Henri Vorins
- 1925 : La Justicière de Maurice Gleize i Maurice de Marsan
- 1925 : Mon curé chez les riches d'Émile-Bernard Donatien
- 1926 : Le Chemineau de Georges Monca i Maurice Kéroul
- 1926 : Lady Harrington de Fred LeRoy Granville i H.C. Grantham-Hayes
- 1926 : Muche de Robert Péguy
- 1927 : Genêt d'Espagne de Rainer Gérard-Ortvin
- 1927 : La Grande Épreuve d'Alexandre Ryder i André Dugès
- 1927 : Paname... n'est pas Paris de Nikolai Malikoff i Léonce-Henri Burel
- 1927 : Sous le ciel d'Orient de Fred LeRoy Granville i H.C Grantham-Hayes
- 1927 : Yvette d'Alberto Cavalcanti
- 1928 : L'Aigle de la sierra de Louis de Carbonnat
- 1929 : Le Secret du cargo de Maurice Mariaud
- 1929 : La Fin du monde d'Abel Gance
- 1930 : Accusée, levez-vous ! de Maurice Tourneur
- 1930 : Le Capitaine Jaune de A. W. Sandberg
- 1930 : La Maison jaune de Rio de Karl Grune i Robert Péguy
- 1930 : Princes de la cravache de Marcel L. Wion
- 1931 : Au nom de la loi de Maurice Tourneur
- 1931 : Les Croix de bois de Raymond Bernard
- 1932 : Brumes de Paris de Maurice Sollin - curtmetratge
- 1932 : Les Deux Orphelines de Maurice Tourneur
- 1932 : Les Gaietés de l'escadron de Maurice Tourneur
- 1932 : Mirages de Paris de Fedor Ozep
- 1933 : Bach millionnaire de Henry Wulschleger
- 1933 : Lidoire de Maurice Tourneur - curtmetratge -
- 1934 : Le Grand Jeu de Jacques Feyder : Un légionnaire
- 1935 : Le Baron tzigane de Karl Hartl i Henri Chomette
- 1935 : Le Bébé de l'escadron / Quand la vie était belle de René Sti
- 1935 : Debout là-dedans ! de Henry Wulschleger
- 1937 : Le Cantinier de la coloniale de Henry Wulschleger
- 1937 : L'Étrange Monsieur Victor de Jean Grémillon
- 1937 : Gueule d'amour de Jean Grémillon
- 1937 : Naples au baiser de feu d'Augusto Genina
- 1937 : Prison sans barreaux de Léonide Moguy
- 1938 : Le Cœur ébloui de Jean Vallée
- 1938 : Gargousse de Henry Wulschleger
- 1938 : Je chante de Christian Stengel
- 1938 : Place de la Concorde de Karel Lamač
- 1939 : Le Chemin de l'honneur de Jean-Paul Paulin
- 1939 : Le Dernier Tournant de Pierre Chenal
- 1939 : Untel père et fils de Julien Duvivier
- 1940 : Narcisse de Ayres d'Aguiar
- 1940 : La Comédie du bonheur de Marcel L'Herbier
- 1940 : Vénus aveugle de Abel Gance
- 1941 : Les Hommes sans peur de Yvan Noé
- 1941 : Mélodie pour toi de Willy Rozier
- 1941 : Une femme dans la nuit de Edmond T. Gréville
- 1942 : Feu sacré de Maurice Cloche
- 1942 : Le Camion blanc de Léo Joannon
- 1942 : Le Médecin des neiges de Marcel Ichac - curtmetratge -
- 1943 : Les Mystères de Paris de Jacques de Baroncelli
- 1945 : Les Démons de l'aube de Yves Allégret
- 1946 : Les gosses mènent l'enquête de Maurice Labro
- 1946 : Histoire de chanter de Gilles Grangier
- 1946 : Panique de Julien Duvivier
- 1947 : Le Secret du Florida de Jacques Houssin
- 1947 : Le diable souffle de Edmond T. Gréville
- 1948 : Bagarres d'Henri Calef
- 1948 : 56, rue Pigalle de Willy Rozier
- 1948 : Fandango d'Emil-Edwin Reinert
- 1948 : Si ça peut vous faire plaisir de Jacques Daniel-Norman
- 1948 : Le Signal rouge d'Ernst Neubach
- 1948 : Vire-vent de Jean Faurez
- 1948 : Buffalo-Bill et la bergère ou Madame et ses peaux-rouges de Serge de La Roche (film resté inachevé)
- 1949 : On demande un assassin de Ernst Neubach
- 1950 : Coupable ? d'Yvan Noé
- 1953 : La Route Napoléon de Jean Delannoy
- 1954 : Napoléon de Sacha Guitry i Eugène Lourié
- 1955 : La Lumière d'en face de Georges Lacombe
- 1956 : Le Cas du docteur Laurent de Jean-Paul Le Chanois
- 1956 : Mon oncle de Jacques Tati
- 1956 : Pas de grisbi pour Ricardo de Henry Lepage
- 1958 : Sérénade au Texas de Richard Pottier
- 1960 : Les Pique-assiette de Jean Girault
- 1961 : La Fayette de Jean Dréville
- 1961 : La Planque de Raoul André
- 1963 : Chair de poule de Julien Duvivier
- 1964 : La Vieille Dame indigne de René Allio